# پازدرنا
پازدرنا (به چکی: Pazderna) یک منطقهٔ مسکونی در جمهوری چک است که در ناحیه فریدک-میستک واقع شده‌است. پازدرنا ۳٫۲۲ کیلومتر مربع مساحت و ۲۵۴ نفر جمعیت دارد و ۳۱۶ متر بالاتر از سطح دریا واقع شده‌است.